# Saitama Super Arena
La Saitama Super Arena (さいたまスーパーアリーナ?, Saitama Sūpā Arīna) è un'arena poli-funzionale coperta situata nella città di Saitama, Giappone. Può ospitare fino a 37 000 spettatori nella sua massima configurazione, e tra 19 000 e 22 500 quando ospita eventi di pallacanestro, pallavolo, tennis, hockey su ghiaccio, pattinaggio di figura, ginnastica, pugilato, arti marziali e wrestling. È anche l'unica arena giapponese attrezzata per ospitare partite di football americano. L'arena dispone anche di una grande sezione di posti rimovibili, permettendo così di ridurre notevolmente la capacità quando vengono ospitati eventi di minore importanza.
L'arena ha ospitato per 10 anni il museo di John Lennon, contenente memorabilia del cantante dei Beatles. Il museo ha chiuso il 30 settembre 2010.
È uno dei due impianti di casa per la squadra di basket Saitama Broncos.

## Principali eventi ospitati
Nel 2000 l'arena ha ospitato un match della lega americana di hockey su ghiaccio NHL tra i Nashville Predators ed i Pittsburgh Penguins.
Dal 2001 la Saitama Super Arena ospita una manifestazione di arti marziali organizzata per la Notte di San Silvestro dalla Rizin Fighting Federation.
Nel 2003 le squadre professionistiche americane di pallacanestro Seattle SuperSonics e Los Angeles Clippers hanno disputato due match nell'arena.
Nel 2006 l'impianto ha ospitato la fase a eliminazione diretta dei Campionati del Mondo di Basket, tra cui la finale tra Spagna e Grecia.
Il 26 febbraio 2012 l'arena ha ospitato l'UFC 144, un evento di Arti marziali miste organizzato dall'Ultimate Fighting Championship. Negli anni successivi l'arena ha ospitato anche l'UFC on Fuel TV: Silva vs. Stann (2013), l'UFC Fight Night: Hunt vs. Nelson (2014) e l'UFC Fight Night: Barnett vs. Nelson (2015).
L'arena è stata sede dei Campionati mondiali di pattinaggio di figura nel 2014, nel 2019 e nel 2023. È stata inoltre sede dei Campionati nazionali giapponesi nel dicembre del 2013 e nel dicembre del 2021.
Nel 2023 il due volte campione olimpico Yuzuru Hanyū è tornato dell'arena dove aveva vinto il suo primo Campionato del mondo per la prima tappa di RE_PRAY', il suo primo tour di solo show sul ghiaccio.
In occasione delle Olimpiadi 2020, disputate in realtà nel 2021 a causa della pandemia di COVID-19, la Saitama Super Arena ha ospitato tutte le partite del torneo di basket, sia a livello maschile che femminile.
Nell'arena si sono inoltre tenuti concerti di numerosi cantanti e gruppi di fama mondiale quali Black Eyed Peas, Mariah Carey, Madonna, Janet Jackson, Whitney Houston, Guns N' Roses, Beyoncé, Linkin Park, Ariana Grande, Coldplay, Lady Gaga, Avril Lavigne, Backstreet Boys, Muse, DragonForce, Metallica, Radiohead, AC/DC, Jeff Mills, Taylor Swift, U2, Iron Maiden, One Direction, Katy Perry, Queen + Paul Rodgers, BoA, TVXQ, Super Junior, BTS, SS501, Girls' Generation, Kara, Apink, Big Bang, 2PM, F.T. Island, 2NE1, Shinee, CNBLUE, Seventeen, Kim Jae-joong, Exo, Twice, NCT 127, Iz*One, Treasure, Ado, AKB48, Namie Amuro, B'z, Babymetal, Berryz Kobo, Bump of Chicken, Minori Chihara, fripSide, Masaharu Fukuyama, Gackt, The Gazette, Gen Hoshino, Glay, Ayumi Hamasaki, Tomoyasu Hotei, Mai Kuraki, L'Arc-en-Ciel, Luna Sea, Man with a Mission, Nana Mizuki, Momoiro Clover Z, Morning Musume, Mr. Children, Nightmare, Kana Nishino, Nogizaka46, One Ok Rock, Radwimps, Maaya Sakamoto, Scandal, Ringo Shiina, Sid, Sound Horizon, Hikaru Utada, Vamps, Aimer, Yoasobi e Jisoo. 
L'arena ha ospitato alcune esibizioni dal vivo legate ad anime come Uta no Prince-sama, Love Live! School Idol Project, K-On! e Tōken ranbu.